# Thomisus bonnieri
Thomisus bonnieri là một loài nhện trong họ Thomisidae.
Loài này thuộc chi Thomisus. Thomisus bonnieri được Eugène Simon miêu tả năm 1902.